# Fodor-Regel
Die Fodor-Regel ist eine stereochemische Beobachtung aus der Tropan-Chemie, die beschreibt, dass bei der Einführung von Substituenten an einem quartären Tropangerüst der zuletzt eingebrachte Substituent bevorzugt die äquatoriale Position einnimmt. Diese Regel hat praktische Bedeutung bei der Synthese von quartären Tropan-Derivaten, insbesondere bei pharmazeutisch relevanten Verbindungen.
Ein bekanntes Beispiel für die Anwendung der Fodor-Regel ist die Synthese von Ipratropiumbromid. Aufgrund der durch die Regel vorhergesagten Konfiguration ist eine Ableitung von Ipratropiumbromid aus Atropin nicht möglich, da der Substituent in diesem Fall in axialer statt in äquatorialer Position verbleiben würde. Aus diesem Grund wird das Tropangerüst bei der klassischen Synthese von Ipratropiumbromid nach dem Robinson-Schöpf-Verfahren neu aufgebaut, wobei eine Mannich-Reaktion zum Einsatz kommt.